# Ibrahim Kaypakkaya
Ibrahim Kaypakkaya (1948,  Çorum – 18 de mayo de 1973, Diyarbakır)  fue un político y revolucionario turco.
Miembro del prosoviético Partido Revolucionario de Obreros y Campesinos de Turquía (TİİKP). Alineado con China durante el quiebre sino-soviético, abandonó el TİİKP para fundar el Partido Comunista de Turquía/Marxista-Leninista (TKP/ML), de orientación maoísta. Capturado luego de un tiroteo con fuerzas represivas del Estado turco, fue torturado durante tres meses y finalmente asesinado con un tiro a la cabeza el 18 de mayo de 1973 en la prisión de Diyarbakir.

## Pensamiento
El pensamiento de İbrahim Kaypakkaya es parte del movimiento maoísta. Así, la estrategia liderada por el TİKKO (brazo armado del TKP/ML) retoma la idea desarrollada por Mao Zedong de una "guerra popular" dirigida por el Partido Comunista y basada en "bases rojas", es decir, áreas liberadas por la guerra de guerrillas.
İbrahim Kaypakkaya también dejó escritos sobre la cuestión nacional kurda y consideraba al kemalismo como una ideología fascista.
Si bien su ideología es considerada como maoísta, algunas organizaciones de tendencia pro-albanesa como el Partido Comunista de Turquía/Marxista-Leninista - Movimiento (TKP/ML-Hareketi) y el Partido Comunista - Organización de Reconstrucción (KP-İÖ), tenían o tienen como referente a İbrahim Kaypakkaya.